# 國立清華大學生命科學暨醫學院

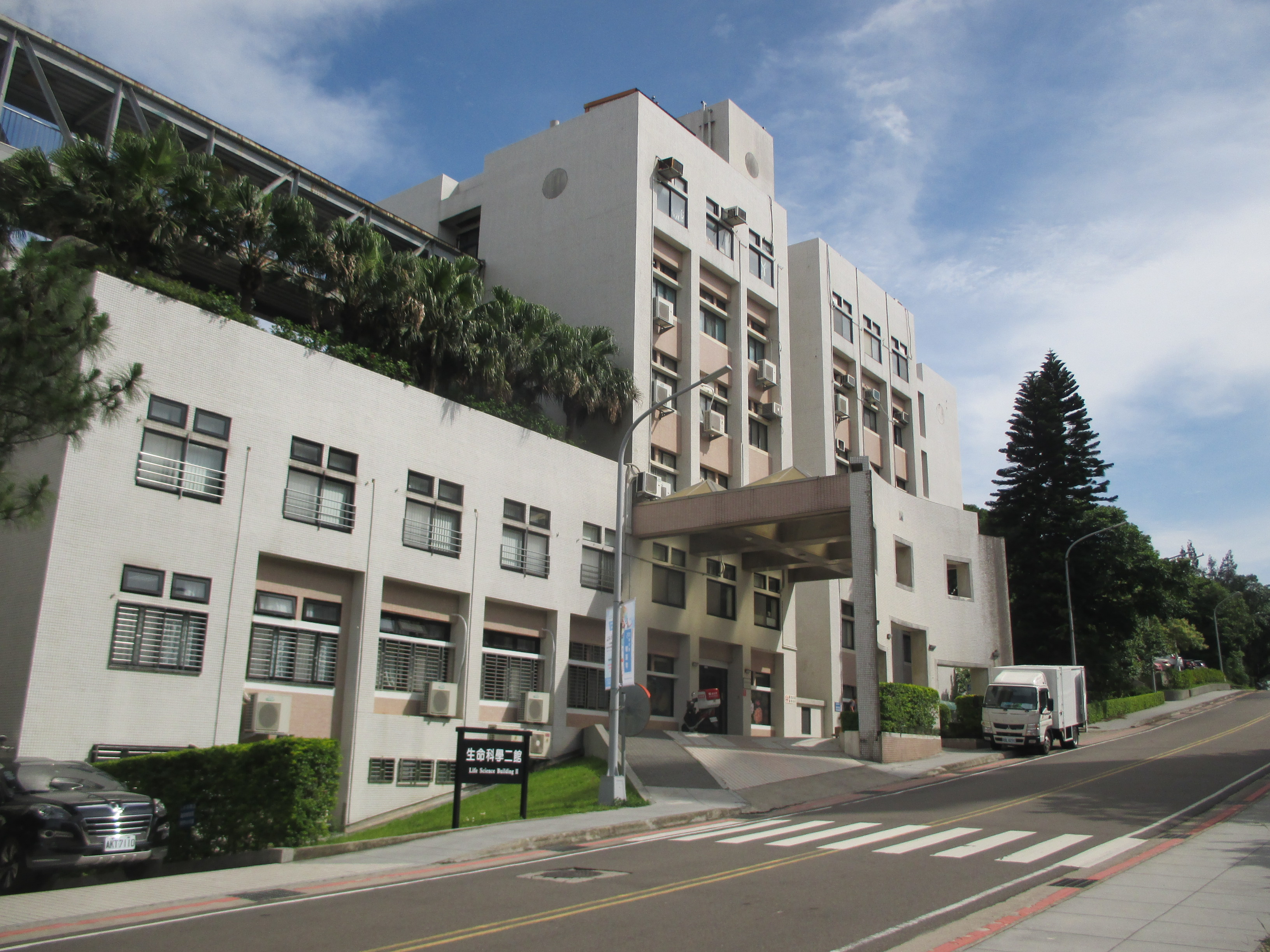
生科院外觀

國立清華大學生命科學暨醫學院（簡稱清大生醫學院）成立於1992年，原為生命科學院。目前該院共下辖5個研究所、9個學程、3個學系、1個學士班及7個中心。

## 沿革

生命科學院時期標誌

1973年，清華大學创立「分子生物研究所」，次年起正式招生。1985年擴編，并更名为「生命科學研究所」。1991年，又设立「生命科學系」及「生物醫學研究所」。1992年，正式成立「生命科學院」。
1998年，原「輻射生物研究所」併入生命科學系。2008年，设立「系統神經科學研究所」及「生命科學院學士班」。2010年，设立「醫學科學系」。
2021年，通過设立「学士后医学系」，至2022年正式成立。2023年，「生命科學院」又更名為「生命科學暨醫學院」至今。